# YNB 엔터테인먼트의 음반
이 문서는 YNB 엔터테인먼트에서 발매한 음반 목록이다.

## 2010년대
- 2013년 4월 10일 40 - [Digital Single] April's Spring
- 2013년 7월 12일 베스티 - [Digital Single] 두근두근
- 2013년 10월 17일 베스티 - [Digital Single] 연애의 조건 (Love Options)
- 2013년 11월 22일 40 - [Digital Single] Luminant Opus 3[1]
- 2013년 12월 6일 40 - [Digital Single] 영화처럼[2]
- 2013년 12월 17일 베스티 - [Digital Single] 짱 크리스마스
- 2014년 2월 28일 베스티 - [Digital Single] 베스티 세번째 디지털싱글
- 2014년 3월 6일 40 - [Digital Single] 별 헤는 밤[3]
- 2014년 6월 13일 40 - Canvas
- 2014년 7월 11일 베스티 - [Digital Single] 별처럼[4]
- 2014년 7월 28일 베스티 - Hot Baby
- 2014년 8월 29일 베스티 - Digital Repackage
- 2014년 9월 16일 노을 - [Digital Single] Acoustic Project #2.Sunset
- 2014년 9월 29일 노을 - [Digital Single] 그날이야 (The Day)
- 2014년 10월 21일 알맹 - compoSing of Love
- 2014년 11월 26일 40 - [Digital Single] 날 안아줘
- 2015년 1월 8일 노을 - 보이지 않는 것들
- 2015년 2월 6일 40 - [Digital Single] 63빌딩
- 2015년 2월 9일 강균성 - 펀치 OST Part.3[5]
- 2015년 2월 16일 알맹 - [Digital Single] Yes I do
- 2015년 2월 17일 유지 - [Digital Single] 너만 봐
- 2015년 3월 19일 전우성 - 착하지 않는 여자들 OST Part.2
- 2015년 4월 2일 이상곤 - [Digital Single] 그때 알지 못했나 봐[6]
- 2015년 5월 8일 베스티 - Love Emotion
- 2015년 7월 14일 전우성 - [Digital Single] 어둠의 불빛 (신분을 숨겨라 OST Part.3)
- 2015년 9월 18일 유지 - [Digital Single] 걷던 그 길
- 2015년 10월 2일 강균성 - [Digital Single] 키다리 아저씨[7]
- 2015년 10월 13일 전우성 - [Digital Single] 걷고 싶다
- 2015년 11월 26일 노을 - [Digital Single] 이별밖에
- 2015년 12월 9일 강균성,전우성 - [Digital Single] 투유 프로젝트 - 슈가맨 Part.8[8]
- 2015년 12월 15일 40 - [Digital Single] 꿀
- 2015년 12월 19일 노을 - 응답하라 1988 OST Part.7
- 2015년 12월 31일 40 - [Digital Single] 가질래[9]
- 2016년 2월 25일 노을 - 돌아와요 아저씨 OST Part.1
- 2016년 3월 3일 크나큰 - [Digital Single] Knock
- 2016년 5월 16일 크나큰 - [Digital Single] 요즘 넌 어때[10]
- 2016년 5월 18일 강균성,전우성 - [Digital Single] 투유 프로젝트 - 슈가맨 Part.31[11]
- 2016년 5월 19일 이상곤 - [Digital Single] Honey Family BeeHive Project Vol.3[12]
- 2016년 6월 2일 크나큰 - Awake
- 2016년 6월 15일 노을 - [Digital Single] 손잡아요
- 2016년 6월 16일 유지,알맹 - 검과 마법 For Kakao OST
- 2016년 7월 6일 40 - [Digital Single] 지갑을 열었어
- 2016년 8월 3일 유지 - [Digital Single] 아이돌보컬리그 - 걸스피릿 EPISODE 03[13]
- 2016년 8월 24일 유지 - [Digital Single] 아이돌보컬리그 - 걸스피릿 EPISODE 06[14]
- 2016년 8월 24일 전우성 - W OST Part.6
- 2016년 9월 21일 유지 - [Digital Single] 아이돌보컬리그 - 걸스피릿 EPISODE 10[15]
- 2016년 9월 28일 유지 - [Digital Single] 아이돌보컬리그 - 걸스피릿 EPISODE 11[16]
- 2016년 9월 29일 강균성 - [Digital Single] 둘만아는 이별[17]
- 2016년 10월 10일 40 - 혼술남녀 OST Part.5
- 2016년 10월 21일 알맹 - [Digital Single] Cheers To Me
- 2016년 11월 17일 크나큰 - Remain
- 2017년 1월 15일 유지 - [Digital Single] 싱포유 - 세번째이야기 걱정말아요 그대[18]
- 2017년 1월 17일 40 - [Digital Single] 빈티지박스 Vol.4[19]
- 2017년 1월 27일 유지 - [Digital Single] 듀엣가요제 38회[20]
- 2017년 1월 31일 전우성 - 화랑 OST Part.8[21]
- 2017년 2월 3일 유지 - [Digital Single] 듀엣가요제 39회[22]
- 2017년 4월 11일 이상곤 - 완벽한 아내 OST Part.6
- 2017년 5월 25일 크나큰 - [Digital Single] Gravity
- 2017년 6월 19일 유지 - 써클 OST Part.2
- 2017년 7월 16일 40 - [Digital Single] 어마어마한 라이브 Stage 3[23]
- 2017년 7월 20일 크나큰 - [Digital Single] Gravity,Completed
- 2017년 10월 10일 유지 - 이번 생은 처음이라 OST Part.1
- 2017년 10월 13일 혜연 - [Digital Single] THE UNI+ 마이턴 (My Turn)[24]
- 2017년 10월 27일 혜연 - [Digital Single] THE UNI+ Shine[25]
- 2017년 10월 29일 크나큰 - [Digital Single] 믹스나인 Part.1
- 2017년 11월 19일 크나큰 - [Digital Single] 믹스나인 Part.3
- 2018년 1월 14일 정인성, 오희준 - [Digital Single] 믹스나인 Part.5
- 2018년 1월 20일 혜연 - [Digital Single] THE UNI+ G STEP 1
- 2018년 2월 5일 알맹 - [Digital Single] Pillow
- 2018년 4월 28일 크나큰 - [Digital Single] 한 끗 차이